# Wahnesia kutubuensis
Wahnesia kutubuensis is een libellensoort uit de familie van de Argiolestidae, onderorde juffers (Zygoptera).
De wetenschappelijke naam van de soort is voor het eerst geldig gepubliceerd in 2018 door Theischinger, Richards & Toko.